# Hōjō Ujiyasu
Hōjō Ujiyasu (北条 氏康?   1515 - 21 de octubre de 1571) fue un daimyō (señor de la guerra) y tercer líder del Clan Hōjō Odawara. Conocido como el "León de Sagami", era reverenciado como un temible samurái y un hombre astuto. Es famoso por sus estrategias para romper el asedio de Takeda Shingen y Uesugi Kenshin. Hijo de Hōjō Ujitsuna (北条 氏綱), su única esposa conocida fue la hermana de Imagawa Yoshimoto, Zuikei-in. Entre sus hijos se encuentran Hōjō Ujimasa y Uesugi Kagetora.

## Primeros años y ascenso

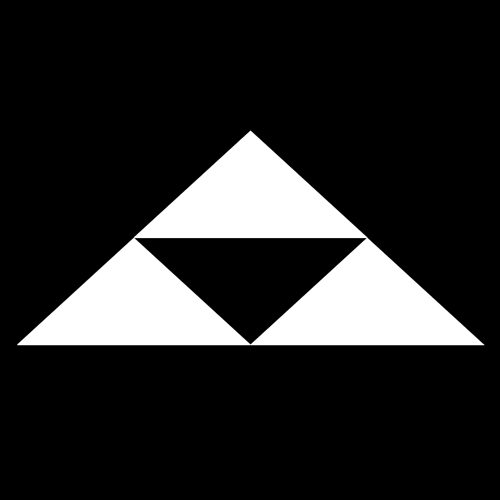
Mon del clan Hōjō Odawara

Nació en 1515. Su nombre de infancia era Chiyomaru (千代丸). Luchó en su primera batalla cuando tenía quince años, enfrentándose a Uesugi Tomooki del clan Uesugi Ōgigayatsu (扇谷上杉家) en la Batalla de Ozawahara en 1530.
Tras la muerte de su padre en 1541, varios de los enemigos de Hōjō posteriores intentaron aprovechar la oportunidad para apoderarse de importantes bastiones de Hōjō. Enfrentado a una guerra casi interminable, Ujiyasu se vio obligado a reorganizar la administración de las tierras Hōjō. Ya había ordenado una serie de inspecciones catastrales agresivas entre 1542 y 1543, y en 1550, revisó el sistema tributario Kandaka (ja).
Odawara, donde se encontraba su castillo natal Castillo de Odawara (小田原城), se transformó gradualmente en un importante centro comercial modificando las carreteras de la región (que hasta entonces se habían diseñado con Kamakura como eje) y creando un gremio de artesanos dentro de la ciudad del castillo. Además, surgieron estaciones de correos y mercados por todas las tierras de los Hôjô. Ujiyasu pronto se convirtió en una de las principales potencias de la región de Kantō.

## Conflicto con Uesugi
En 1545, Uesugi Tomosada, del clan Ōgigayatsu Uesugi y el hijo legítimo mayor de Uesugi Tomooki, intentó recuperar el Castillo Kawagoe para el clan Uesugi. Tomosada se alió con Koga Kubo Ashikaga Haruuji (足利 晴氏) y Uesugi Norimasa (上杉 憲政) del clan Yamauchi Uesugi (山内上杉家) y sitió el castillo de Kawagoe (Siege of Kawagoe Castle). La guarnición del castillo, liderada por Hōjō Tsunashige (北条 綱成), el hijastro de El hermano de Ujiyasu, Tamemasa (北条 為昌) y yerno de Ujitsuna, estaba en inferioridad numérica de 3.000 hombres frente a los 80.000 que supuestamente había. Ujiyasu, al frente de una fuerza de socorro de 8.000 soldados, hizo pasar a algunos samuráis por las líneas enemigas para informar a Tsunashige de la llegada del enemigo y utilizó a los ninjas para conocer la estrategia y la actitud del enemigo. Con esta información, dirigió una incursión nocturna contra las fuerzas Ashikaga-Uesugi, que ahora se dice que es uno de los ejemplos más notables de lucha nocturna en la historia de los samuráis. "El resultado fue la derrota completa de las fuerzas de Uesugi y del contingente Koga. A partir de esa fecha, el clan Go-Hōjō ("Hōjō Posterior"), como se los llamaba, siguió cosechando triunfos, comenzando con la destrucción de la familia Uesugi". A pesar de estar ampliamente superados en número, el ejército Hōjō derrotó a los sitiadores porque, bajo las órdenes de Ujiyasu, no estaban reforzados por una armadura pesada y no se vieron frenados por intentar tomar cabezas.
Esta victoria marcó el punto de inflexión decisivo en la lucha por Kanto, y en los años siguientes, demostró el fin de la línea Ōgigayatsu Uesugi y destruyó el prestigio de Uesugi Norimasa del clan Yamanouchi Uesugi como Kantō kanrei (Gobernador General de la región de Kantō, 関東管領). Como resultado, muchos de los señores de la guerra de Kantō se convirtieron en vasallos del clan Hōjō.
En 1551, Ujiyasu derrotó a Uesugi Norimasa en el castillo de Hirai (平井城) y lo obligó a huir a la Echigo, donde fue puesto bajo la custodia protectora de su sirviente Nagao Kagetora, más tarde conocido como Uesugi Kenshin y heredero de Norimasa por adopción
En 1559, Ujiyasu se retiró a la edad de 45 años y Hōjō Ujimasa heredó el liderazgo formal de la familia.
En 1561, Kenshin asumió el puesto de Kantō kanrei de Uesugi Norimasa y ese mismo año intentó conquistar la región una vez más. Kenshin sitió el castillo de Odawara y quemó la ciudad, retirándose después de dos meses (Asedio de Odawara (1561)).

## Expansión Hojo

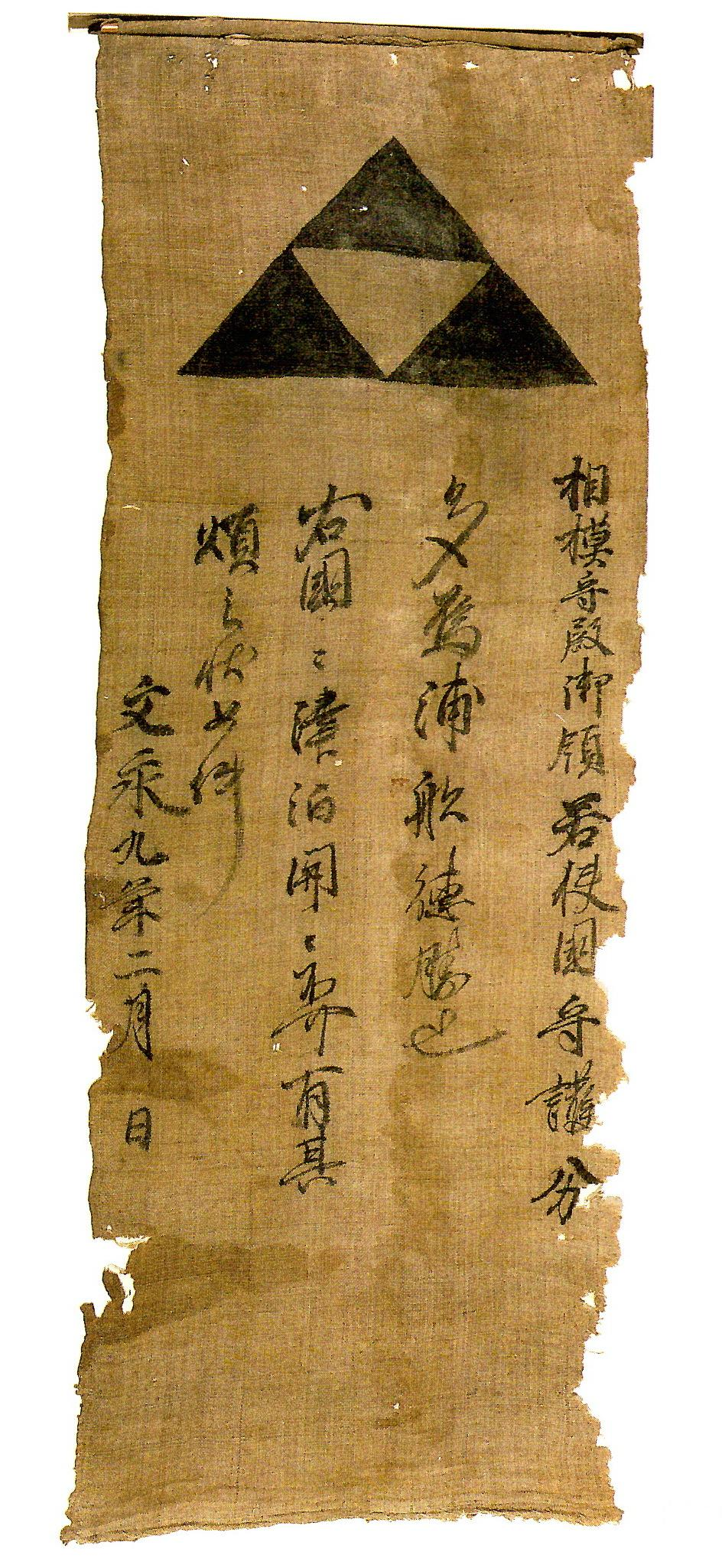
Bandera del Clan Hōjō

En 1561, después de que Uesugi se retirara de Odawara, el clan Hojo tomó el Castillo Iwatsuki contra Ōta Sukemasa y conquistó casi toda la Provincia Musashi.
En 1563, Ujiyasu se alió con Takeda Shingen y recuperó el Castillo Matsuyama (松山城) en la Provincia Musashi contra Uesugi Norikatsu (上杉憲勝) (Asedio de Musashi-Matsuyama (1563)]]).: 216 
En 1564, tomó Kōnodai en la provincia de Shimōsa tras una batalla contra Satomi Yoshihiro (里見 義弘) (Batalla de Kōnodai (1564)). Tras esta victoria, Ujiyasu avanzó hacia la provincia de Shimosa y la provincia de Kazusa, pero nunca pudo destruir al clan Satomi, que siguió siendo una espina en el costado de los Hôjô hasta 1590.
Ujiyasu expandió el territorio de los Hōjō, que ahora abarcaba cinco provincias (Sagami, Izu, Musashi, Shimosa y Kazusa), y administró y mantuvo lo que su padre y su abuelo habían poseído.
Después de la segunda batalla de Kōnodai en 1564, los Hōjō se contentaron en gran medida con gobernar las vastas extensiones de tierra ganadas a través de 60 años de guerra y trabajo.
Los movimientos orientales de Ujiyasu llevaron a los Hōjō a un conflicto contra el clan Satake de la provincia de Hitachi. En la Batalla de Numajiri en 1567, Satake Yoshishige derrotó a las fuerzas Hojo y limitó su expansión.

## Conflicto con Takeda
Hacia el final de su vida, Ujiyasu presenció los primeros conflictos importantes entre su propio clan y Takeda Shingen (武田 信玄), que se convertiría en uno de los mayores señores de la guerra de la época.
En 1568, en respuesta a la intervención de Hōjō en su invasión de la provincia de Suruga, Shingen llegó a la provincia de Musashi desde su provincia natal de Kai, atacando el castillo de Hachigata (鉢形城) (Asedio de Hachigata (1568)) y el castillo de Takiyama (滝山城), donde los hijos de Ujiyasu los rechazaron.
En 1569, tras no poder tomar los dos castillos, Shingen avanzó hasta el castillo de los Hōjō, Odawara, quemando la ciudad y retirándose después de tres días (Asedio de Odawara (1569)). Mientras las fuerzas de Shingen se retiraban de los repetidos asedios fallidos del castillo de Odawara, dos de los siete hijos de Ujiyasu, los hermanos Ujiteru y Ujikuni, lo atacaron en el paso de Mimase (Batalla de Mimasetoge), poniendo fin a la primera de las campañas de Takeda contra los Hōjō en la provincia de Sagami.
Más tarde ese mismo año, el hijo de Shingen y futuro sucesor, Takeda Katsuyori (武田 勝頼), dirigió un asedio exitoso contra el castillo Hojo Kanbara (蒲原城) en la provincia de Suruga (Asedio de Kanbara).
Takeda Shingen también sitió otras posesiones Hōjō en las provincias circundantes, incluido el castillo Fukazawa (深沢城) en la provincia de Suruga, que fue tomado en 1571 (Asedio de Fukazawa).

## Muerte

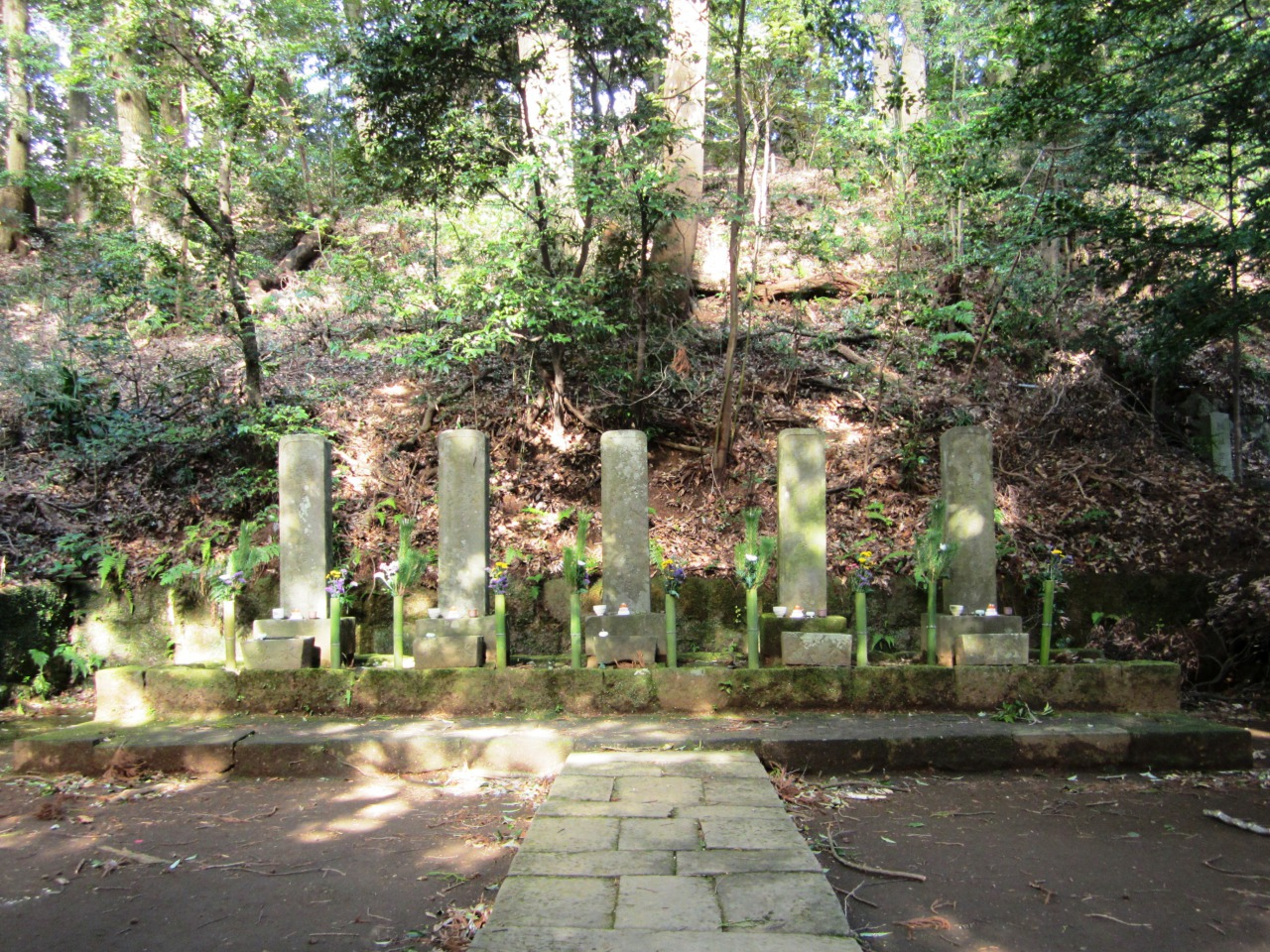
Tumbas del clan Hōjō en Sōun-ji, Hakone, Kanagawa. De derecha a izquierda, tumbas de Sōun, Ujitsuna, Ujiyasu, Ujimasa y Ujinao

Posteriormente, Ujiyasu logró hacer las paces con Uesugi Kenshin y Takeda Shingen, los adversarios más poderosos de Hōjō Ujiyasu, permitiendo que su séptimo hijo Hōjō Saburō fuera adoptado por Kenshin, que no tenía hijos, y aceptando el hecho consumado del reinado de Shingen sobre Suruga. Para cimentar los lazos de Takeda-Imagawa-Hojo, Ujiyasu también entregó a sus dos hijas a esos dos clanes; Lady Hayakawa se casó con Imagawa Ujizane, mientras que Lady Hojo (Hojo Masako) se casó con Takeda Katsuyori, convirtiéndose en su segunda esposa. Ujiyasu murió en 1571, transmitiendo los dominios Hōjō a su hijo mayor Ujimasa (北条 氏政) en una situación relativamente favorable.

## Familia
- Padre: Hojo Ujitsuna
- Madre: Yojuin-dono
- Esposa: Zuikein (fallecida en 1590)
- Hermano adoptivo: Hōjō Tsunashige
- Concubinas:
  - hermana de Katsurayama Yasumitsu
  - Matsuda-dono
- Niños:
  - Hojo Shinkuro (1537-1552) de Zuikein
  - Señora Hayakawa
  - Lady Hojo (1564–1582) casada con Takeda Katsuyori con Matsuda-dono
  - Hōjō Ujimasa por Zuikein
  - Jokoin se casó con Ashikaga Yoshiuji y dio a luz a Ashikaga Ujinohime.
  - Nanamagari-dono se casó con Hojo Ujishige
  - Hōjō Ujiteru por Zuikein
  - Chorin'in se casó con Ota Ujisuke
  - Hōjō Ujikuni por Zuikein
  - Ozaki-dono se casó con Chiba Chikatane
  - Hōjō Ujinori por Zuikein
  - Tanseikuji-dono se casó con Ogasawara Yasuhiro
  - Hōjō Ujitada (muerto en 1593)
  - Kikuhime se casó con Satomi Yoshiyori
  - Hōjō Ujimitsu (muerto en 1590)
  - hija casada con Chiba Toshitane
  - Uesugi Kagetora por la hermana de Katsurayama Yasumitsu